# جيفري موس
كان الرائد جيفري سيسيل جيلبرت ماكنيل موس (الذي ولد في ١١ كانون الأول عام ١٨٨٥ وتوفي في ١٣ آب عام ١٩٥٤) جنديًا وكاتبًا بريطانيًا وعرف باسم جيفري موس.
تلقى موس تعليمه في لعبة الركبي وفي الكلية العسكرية الملكية - ساندهيرست - وكان مفوضاً في كتيبة حرس القنابل في عام ١٩٠٥. وفي الحرب العالمية الأولى وصل إلى رتبة الرائد قبل ان يتقاعد في عام ١٩١٩ ليكرس نفسه لكتاباته. كانت روايته الأولى Sweet Pepper التي كتبها في علم ١٩٢٣ - وهي رواية رومنسية تدور احداثها في الإمبراطورية النمساوية المجرية في اعقاب الحرب العالمية الأولى - والتي تعد من أكثر كتبهِ مبيعاً. وبعد عام تبعتها مجموعة القصص القصيرة الشهيرة والمؤثرة - Defeat التي كتبها عام ١٩٢٣. وبعد ذلك نشر موس كتابًا تقريبًا في نفس السنة التي اندلعت فيها الحرب العالمية الثانية، وتتألف اعمالهُ من الروايات والقصص القصيرة والابيات الشعرية وقصص الأطفال والاعمال الغير خيالية التي كتبها حول السياسة الأوروبية والشؤون العسكرية.
على الرغم من نسيان أعمال موس تماماً اليوم، إلا ان أعماله تحظى بشعبية ضخمة بين القراء العامين (إذا لم تكن دائماً بين النقاد) ومؤثرة ايضاً بين زملائه الكتاب. Defeat هو كتاب مكون من ست قصص قصيرة مترابطة موضوعياً تحدثت عن الحياة في ألمانيا في أعقاب هزيمتهم في الحرب العالمية الأولى، والتي أثرت على عدد من الكتاب البريطانيين في موقفهم اتجاه ألمانيا في فترة ما بين الحربين ومن بينهم غراهام غرين الذي ارجع كتابهُ Pro-German sympathies الذي كتبهُ في اوائل العشرينات من القرن الماضي إلى قصص موس. ويشهد ايضأ الجاذبية الشعبية للموضوع من خلال قصة "Isn't Life Wonderful" - وهي القصة قبل الأخيرة في المجموعة - والتي تم تحويلها إلى فيلم مشهور للمخرج الأمريكي دي دبليو غريفيث في منتصف العشرينات من القرن الماضي.
ومع ذلك، على الرغم من الإنتاج الغزير بين الحروب والجاذبية الشعبية لعملهِ إلا أنه لم يتلقَ ابداً استحسان النقاد حيث كانوا يميلون إلى صرف النظر عن خيالهِ بإعتبارهِ عاطفياً وقديمَ الطراز.

## الفهرس
- Notes on Elementary Field Training (n.d.)
- Sweet Pepper (1923)
- Defeat (1924, reprinted 1925 and 1932)
- Whipped Cream (1926)
- New Wine: A Nocturne in Tinsel (1927)
- The Three Cousins (1928)
- That Other Love (1929)
- Little Green Apples (1930)
- Wet Afternoon (1931)
- A Modern Melody (1932)
- I Face the Stars (1933)
- Thursby (1933)
- A Box of Dates – “History Rhymes for Children and Grown-Up People” (1934)
- The Epic of the Alcazar (1937)
- The Legend of Badajoz (1937)
- Standing up to Hitler (1939)